# Pastora Soler
Pastora Soler, född 27 september 1978 i Coria del Río, är en spansk sångerska.

## Karriär
Åtta år gammal började Pastora Soler sjunga. Idag har hennes professionella musikkarriär pågått i över 18 år. Hon har släppt nio studioalbum, ett samlingsalbum och ett livealbum. Fyra av hennes album har sålt guld och tre har sålt platinum. Hon har turnerat i Turkiet, Egypten, USA och över hela Latinamerika. Under karriären har hon också tagit emot flera viktiga priser. Hon har arbetat med artister som Alejandro Sanz, Armando Manzanero, Raphael, Malú och Miguel Poveda.
Livealbumet som hon släppte år 2010 firade hennes 15 år som musikartist. Albumet med titeln 15 Años vann ett pris för bästa album vid Spanish Music Awards och var även nominerat till ett annat pris för bästa album vid Latin Grammy Award.

### Eurovision
År 2012 representerade hon Spanien i Eurovision Song Contest 2012 efter att ha valts ut internt av RTVE. Den 3 mars 2012 blev det klart att den sång hon skulle sjunga i Baku var "Quédate conmigo". Hon gjorde sitt framträdande i finalen den 26 maj. Där hamnade hon på 10:e plats med 97 poäng, landets bästa placering sedan 2004 då man också blivit 10:a.

### Fortsatt karriär
I december 2012 framträdde Soler vid några välgörenhetskonserter i Kroatien. Hon sjöng bland annat tillsammans med Doris Dragović. Under en konsert i Zagreb framförde hon även sitt ESC-bidrag "Quédate conmigo". Totalt hölls tre konserter den 14 december i Split, den 16 december i huvudstaden Zagreb och den 20 december i Osijek. Pengarna gick till att bygga ett center för att hjälpa barn med funktionsnedsättningar.

## Diskografi

### Studioalbum
- 1994 - Nuestras coplas
- 1996 - El mundo que soñé
- 1999 - Fuente de luna
- 2001 - Corazón congelado
- 2002 - Deseo
- 2005 - Pastora Soler
- 2007 - Toda mi verdad
- 2009 - Bendita locura
- 2011 - Una mujer como yo
- 2013 - Conóceme

### Livealbum
- 2010 - 15 Años

### Samlingsalbum
- 2005 - Sus grandes éxitos

### EP
- 2012 - Especial Eurovisión